# SN 1950B
SN 1950B — звезда, вспыхнувшая сверхновой в галактике М83. 15 марта её зарегистрировал Джил Хэроу. Максимум яркости был определён в 14,5. Наблюдения показали, что спектры SN 1950B и SN 1923A схожи между собой. В 1994 и 1998 годах были проанализированы все снимки, сделанные с момента вспышки, в результате чего выяснилось, что спектр звезды практически не изменялся. По характеру радиоизлучения объект напоминает SN 1961V в галактике NGC 1058 и SN 1970G в галактике M101, которые находятся на той же ступени (≈30-40 лет) звёздной эволюции. Также радиоизлучение объекта позволяет отнести вспышку сверхновой ко II типу, однако по спектру видимого излучения этого сделать нельзя.
В галактике М83 были зарегистрированы, помимо данной сверхновой, ещё пять.